# ラリー・ロスチャイルド
ローレンス・リー・"ラリー"・ロスチャイルド（Lawrence Lee "Larry" Rothschild、1954年3月12日 - ）は、アメリカ合衆国・イリノイ州シカゴ出身の元プロ野球選手、野球指導者。右投左打。

## 経歴

### 現役時代
1975年6月10日、シンシナティ・レッズと契約してプロ入り。
1978年、サンディエゴ・パドレスに移籍したが、シーズン途中にレッズに復帰。
1980年12月8日、ルール・ファイブ・ドラフトでデトロイト・タイガースへ移籍した。
1981年9月11日のクリーブランド・インディアンス戦でメジャーデビューを果たした。
1983年、パドレスに復帰。
1984年、シカゴ・ホワイトソックスへ移籍した。
1985年、シカゴ・カブスへ移籍した。この年限りで引退した。

### 引退後
1986年、レッズの巡回コーチに就任。
1990年、レッズのブルペンコーチに就任。ルー・ピネラ監督の下、1990年のワールドシリーズで優勝。
1992年、レッズの投手コーチに異動した。
1994年、アトランタ・ブレーブスのマイナー巡回投手コーチに就任。
1995年、フロリダ・マーリンズの投手コーチに就任。
1997年、ジム・リーランド監督の下、1997年のワールドシリーズで優勝。
1998年、新球団・タンパベイ・デビルレイズの監督に就任。
2001年、開幕後4勝10敗と低迷し、4月18日に解雇され、その後マーリンズのコンサルタントに就任。
2002年、シカゴ・カブスの投手コーチに就任。
2010年11月19日にニューヨーク・ヤンキースの投手コーチに3年契約で就任した。ヤンキースの投手コーチは2019年まで9年間務めた。
2020年シーズンからはパドレスの投手コーチを務め、2021年8月23日にジェイス・ティングラー監督の判断で解任された。後任をベン・フリッツブルペンコーチが務めた。シーズン終了後にはティングラー監督も解任された。

## 詳細情報

### 年度別投手成績
| 年 度    | 球 団    | 登 板 | 先 発 | 完 投 | 完 封 | 無 四 球 | 勝 利 | 敗 戦 | セ 丨 ブ | ホ 丨 ル ド | 勝 率 | 打 者 | 投 球 回 | 被 安 打 | 被 本 塁 打 | 与 四 球 | 敬 遠 | 与 死 球 | 奪 三 振 | 暴 投 | ボ 丨 ク | 失 点 | 自 責 点 | 防 御 率 | W H I P |
| -------- | -------- | ----- | ----- | ----- | ----- | -------- | ----- | ----- | -------- | ----------- | ----- | ----- | -------- | -------- | ----------- | -------- | ----- | -------- | -------- | ----- | -------- | ----- | -------- | -------- | ------- |
| 1981     | DET      | 5     | 0     | 0     | 0     | 0        | 0     | 0     | 1        | --          | ----  | 27    | 5.2      | 4        | 0           | 6        | 1     | 0        | 1        | 0     | 0        | 1     | 1        | 1.59     | 1.76    |
| 1982     | DET      | 2     | 0     | 0     | 0     | 0        | 0     | 0     | 0        | --          | ----  | 14    | 2.2      | 4        | 1           | 2        | 0     | 0        | 0        | 0     | 0        | 4     | 4        | 13.50    | 2.25    |
| MLB：2年 | MLB：2年 | 7     | 0     | 0     | 0     | 0        | 0     | 0     | 1        | --          | ---   | 41    | 8.1      | 8        | 1           | 8        | 1     | 0        | 1        | 0     | 0        | 5     | 5        | 5.40     | 1.92    |

- 「-」は記録なし

### 年度別守備成績
| 年 度 | 球 団 | 投手（P） | 投手（P） | 投手（P） | 投手（P） | 投手（P） | 投手（P） |
| 年 度 | 球 団 | 試 合     | 刺 殺     | 補 殺     | 失 策     | 併 殺     | 守 備 率  |
| ----- | ----- | --------- | --------- | --------- | --------- | --------- | --------- |
| 1981  | DET   | 5         | 1         | 3         | 0         | 0         | 1.000     |
| 1982  | DET   | 2         | 0         | 0         | 0         | 0         | ----      |
| MLB   | MLB   | 7         | 1         | 3         | 0         | 0         | 1.000     |

### 年度別監督成績
| 年度 | チーム | 地区  | 年齢 | 試合 | 勝利 | 敗戦 | 勝率 | 順位/ チーム数 | 備考        | ポストシーズン 勝敗 |
| ---- | ------ | ----- | ---- | ---- | ---- | ---- | ---- | -------------- | ----------- | ------------------- |
| 1998 | TB     | AL 東 | 44   | 162  | 63   | 99   | .389 | 5 / 5          |             |                     |
| 1999 | TB     | AL 東 | 45   | 162  | 69   | 93   | .426 | 5 / 5          |             |                     |
| 2000 | TB     | AL 東 | 46   | 161  | 69   | 92   | .429 | 5 / 5          |             |                     |
| 2001 | TB     | AL 東 | 47   | 14   | 4    | 10   | .286 | 5 / 5          | 4月18日解雇 |                     |
| 通算 | 4年    |       |      | 499  | 205  | 294  | .411 |                |             |                     |

- WS…ワールドシリーズ、LCS…リーグチャンピオンシップシリーズ、DS…ディビジョンシリーズ。

### 背番号
- 42（1981年 - 1982年）
- 3（1990年 - 1992年）
- 37（1993年）
- 47（1995年 - 1997年、2002年）
- 11（1998年 - 2001年）
- 41（2003年 - 2006年）
- 40（2007年）
- 50（2008年 - 2010年）
- 58（2011年 - 2019年）
- 38（2020年 - 2021年）